# Johann Wagner
Johann Wagner, Iwan Karłowicz Wagner (ros. Иван Карлович Вагнер; ur. 26 października?/7 listopada 1833 w Rydze, zm. 6 stycznia?/18 stycznia 1892) – rosyjski anatom, profesor anatomii na Uniwersytecie w Charkowie, radca sanitarny.
Tytuł doktora medycyny uzyskał w 1858 na Uniwersytecie w Dorpacie. Od 1858 do 1864 był pomocnikiem prosektora przy zakładzie anatomii, w 1864 habilitował się, potem został profesorem zwyczajnym na Uniwersytecie w Charkowie. Zmarł w 1892 roku, wspomnienie pośmiertne poświęcił mu Popow.

## Prace
- De partibus, mammalium os temporum constituentibus: dissertatio inauguralis. Dorpat: Laakmann, 1858
- Notiz über einen theilweise doppelten Centralkanal im Rückenmark des Menschen. Archiv für Anatomie, Physiologie und wissenschaftliche Medizin (1861)
- Ueber den Ursprung der Sehnervenfasern im menschlichen Gehirn. Dorpat: E. J. Karow, 1862
- О шейном ребре. Протоколы медицинской секции Общества опытных наук (1872)
- Генле. Очерк анатомии человека (перевод Вагнера и Попова). Харьков, 1881